# 狄俄墨得斯牝马

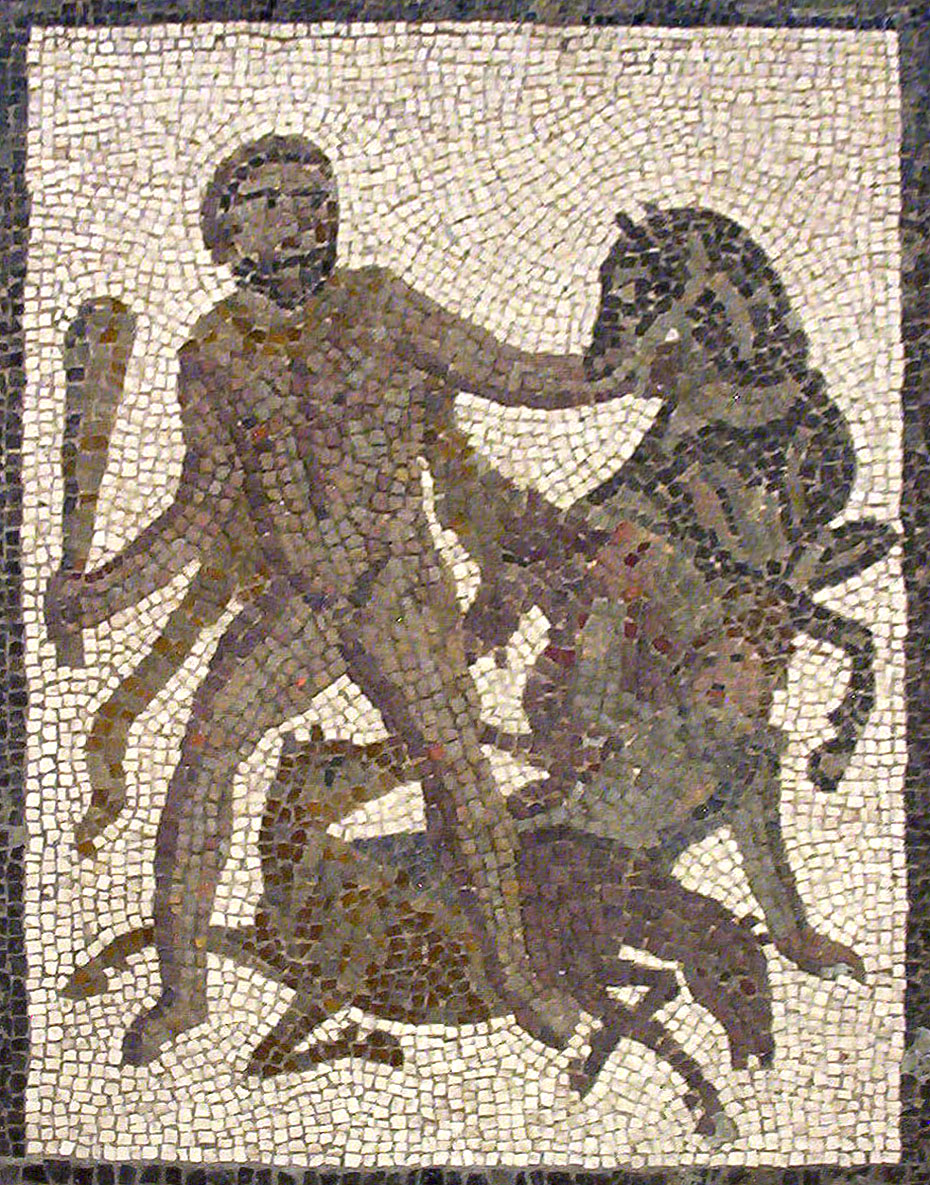
海克力斯捕捉狄俄墨斯的牝馬（古羅馬時期馬賽克拼貼畫，西元前三世紀）

狄俄墨得斯的牝馬（Mares of Diomedes）又稱作色雷斯的牝馬（Mares of Thrace），是希臘神話中由色雷斯的巨人國王狄俄墨得斯所飼養，會吃人的四匹牝馬。這四匹馬分別叫做Podagros（意指「迅疾」）、Lampon（意指「閃耀」）、Xanthos（意指「金黃」）和Deinos（意指「恐怖」），都十分美麗，但狂野難馴。

## 海克力斯的第八項任務
在活捉了克里特公牛完成他的第七項任務之後，赫拉克勒斯又受歐律斯透斯之命去偷狄俄墨得斯的四匹牝馬。
這則故事的其中一個版本提到海克力斯帶了一群青年從旁協助他，並在偷得牝馬後被狄俄墨得斯與其手下追趕不捨。但海克力斯並不曉得這些馬兒以人肉為主的不尋常飲食使牠們變得瘋狂猛野，因此牠們平時總是被拴鍊在青銅馬廄中；有一些版本甚至說當牠們呼氣時會噴出火燄。海克力斯忙於與巨人狄俄墨得斯纏鬥，便讓他的同伴阿布德羅斯留下來照看馬匹，沒想到他一離開，阿布德羅斯就立刻被這四匹不受控制的食人牝馬給吃了。為了替阿布德羅斯報仇，海克力斯把狄俄墨得斯當成飼料餵給了他自己養出來的凶惡牝馬，並在阿布德羅斯的墓塚旁建立了一座城邦，命名為阿布德拉以紀念他的夥伴。
在另一個故事版本中，海克力斯在夜裡保持警戒沒有睡著，讓摸黑潛來意欲割斷他喉嚨的狄俄墨得斯無法得逞。海克力斯斬斷了拴住馬兒們的鍊條，把牠們驅趕到半島的高地上，然後很快地用斧頭挖出了一條橫斷半島的溝渠讓海水灌進去，半島便成了一座海島。等到狄俄墨得斯追上來，海克力斯用斧頭殺了他，然後用他的屍體餵那四匹牝馬，使牠們鎮靜下來。
兩個版本中海克力斯都利用餵食鎮定四匹兇殘的牝馬，接著他便趁機把牠們的嘴牢牢綁住，輕鬆地將馬匹帶回去向梯林斯王歐律斯透斯交差，而歐律斯透斯又將這些馬獻給了天后希拉（Hera）。在某些版本中，這四匹牝馬變得性情溫馴，並且被允許在阿爾戈斯城（Argos）四周自由馳騁；然而在其他版本中，歐律斯透斯派人將這幾匹馬送到奧林帕斯山獻祭給天神宙斯，宙斯卻拒絕收下，反而派了狼、獅子和熊去殺死牠們。
英國文學家羅傑‧藍斯林‧格林（Roger Lancelyn Green）在他的希臘英雄傳說（Tales of the Greek Heroes）中提到，這些牝馬的後嗣在特洛伊戰爭中曾被用作戰馬，據說亞歷山大大帝的座騎布西發拉斯也是這四匹牝馬的後裔。

## 外部連結
- 12 Labours （页面存档备份，存于）